# Rapphöna

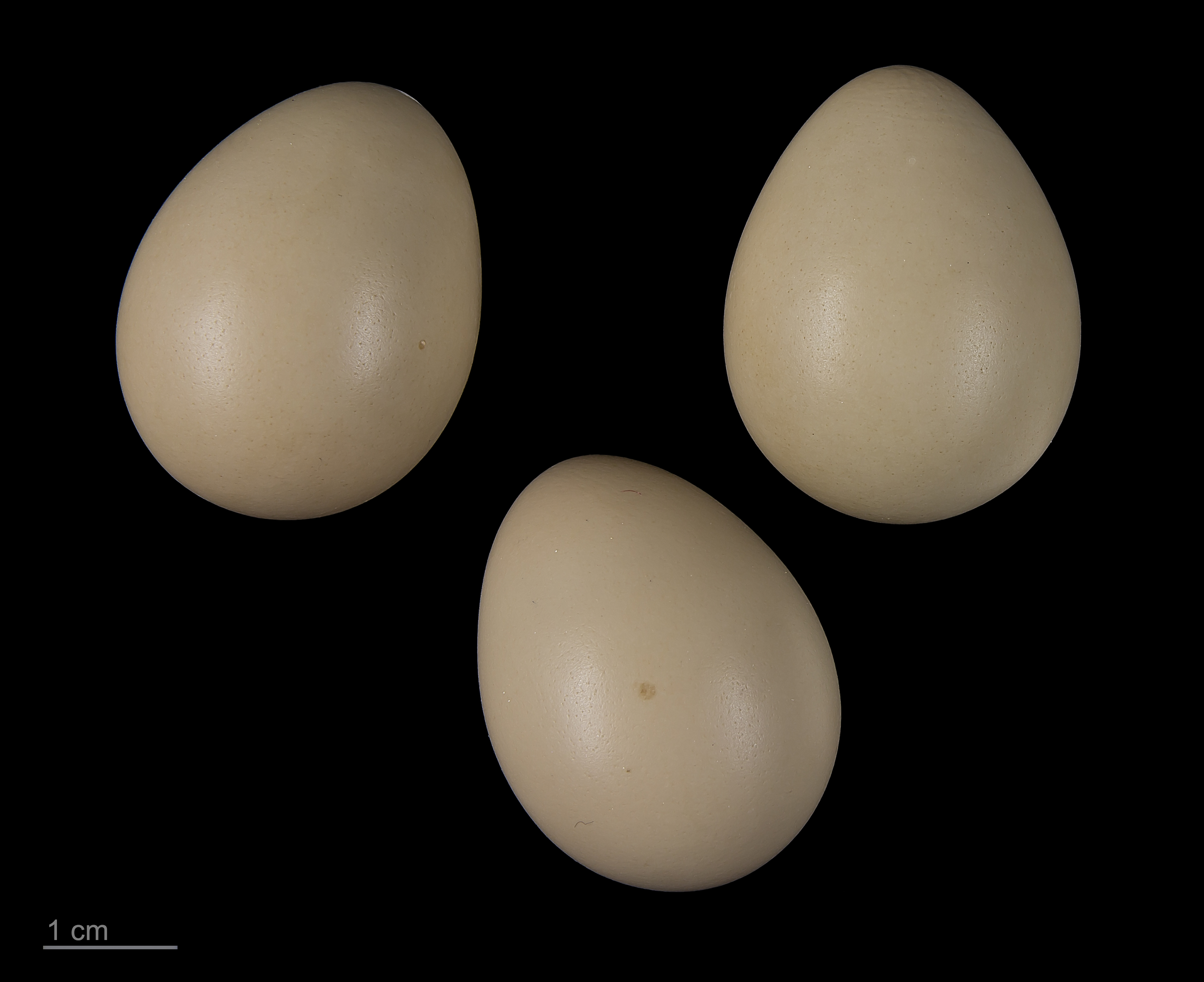
Perdix perdix

Rapphöna (Perdix perdix) är en fågel inom familjen fasanfåglar. Den förekommer naturligt i stora delar av Europa och västra Asien. Arten har av jaktintresse introducerats till Nordamerika där den etablerat frilevande bestånd. Rapphönan minskar i antal till följd av jordbrukets omvandling, men beståndet anses ändå vara livskraftigt globalt.

## Utseende och fältkännetecken
Rapphönan blir 28–32 cm lång och har ett vingspann på 45–48  cm. Den adulta hanen är grå, vattrad med fina, vågiga och svarta tvärstreck. På ovansidan har den rostbrunaktiga, bredare tvärband och fläckar. Ansiktet och strupen är brungula. Kroppens sidor har stora, rödbruna tvärfläckar. Bröstet och buken är vita, det förra med en stor, hästskoformig, kastanjebrun fläck. Vingpennorna är bruna, med bleka fläckar. Stjärten är rödbrun, med de fyra mellersta pennorna spräckliga i grått och svart. Benen är ljusgrå. Den adulta honan har svarta (i stället för rödbruna) tvärband på ryggen och övergumpen samt otydligare, eller ingen bröstfläck. Juvenilen är gulbrun, med bleka spolstreck på halsen, bröstet och sidorna, och svartbrun med gulaktiga och vita längdstreck på huvudet, samt har gulaktiga ben.
Rapphönan löper snabbt och flyger upp bullrigt. Den flyger snabbt med hastiga vingslag, men sällan långa sträckor. På marken gömmer den sig skickligt, och även när den trycker på en fullkomligt öppen och kal plats kan den vara svår att upptäcka.

### Läte
Båda könen sjunger, ofta nattetid, ett hest och tvärt avklippt "kieerrr-ik". Vid uppflog hörs skärrande "prri prri prri...".

## Utbredning och underarter
Rapphönan är en stannfågel som förekommer över stora delar av Europa, utom i de nordligaste delarna, och i västra och centrala Asien. Den är mycket stationär, varför det vanligen dröjer länge innan individer invandrar till ett nytt område. Dock kan den, i mindre flockar‚ genomföra förflyttningar vintertid‚ sannolikt förorsakade av födobrist. I Norge, liksom i Schweiz, förekommer arten upp till 1000 meter över havet. Arten har av jaktintresse introducerats till Nordamerika.
Rapphönan delas in i sju till åtta underarter med följande utbredning:
- vanlig rapphöna[6] Perdix perdix perdix inklusive italica – Brittiska öarna och södra Skandinavien till Alperna, Italien och Balkanhalvön
- Perdix perdix sphagnetorum – hedar i norra Nederländerna och nordvästra Tyskland
- Perdix perdix armoricana – lokalt i Frankrike
- Perdix perdix hispaniensis – centrala Pyrenéerna i nordöstra Portugal och norra Spanien
- Perdix perdix lucida – Finland österut till Uralbergen och söderut till Svarta havet och Kaukasus
- Perdix perdix robusta – Uralbergen till sydvästra Sibirien och nordvästra Kina
- Perdix perdix canescens – Turkiet österut till Kaukasus, Transkaukasus och nordvästra Iran

### Förekomst i Sverige
De äldsta arkeologiska fynden av rapphöna i Sverige är från 400-talet i Eketorps borg på Öland samt Vallhagar på Gotland. Tidigare har det ofta beskrivits att den inplanterades i Sverige under Gustav Vasas tid. Säkert är i alla fall att den inte trivs på andra ställen än där jordbruket fått en viss omfattning. Först på 1800-talet började den förekomma i större mängd i Sverige, tidigast i Skåne och på Västgötaslätten. Inte förrän under 1860–70-talen började den förekomma inom de sydligare norrländska länen i någon större mängd. Rapphönan häckade under 1930-talet och 1940-talet allmänt i Götaland och Svealand, sparsammare i Norrland ända upp till Norrbotten. Sedan 1950-talet har populationen minskat och rapphönan har försvunnit från norra Sverige, men även Dalarna och Värmland. Den ursprungliga populationen i Mälardalen tros även den vara borta, där de fåglar som fåtaligt ses tros sannolikt samtliga vara utsatta av bönder och jägare. Omfattande utplantering av rapphöns sker på många platser i Götaland och Svealand, tillfälligt även i Norrland.

## Ekologi
Rapphönan lever under sommaren och hösten i familjer och under vintern bildar de i regel större flockar. De är mest aktiva på morgonen och kvällen, då de födosöker, medan de vilar mitt på dagen. 

### Biotop
Rapphönan förekommer på slättland, men föredrar områden med skogsbackar, busksnår och häckar för skydd. Den undviker inte fuktiga områden om där bara finns torrare fläckar bevuxna med träd eller buskar. Fram till skördetid håller sig flockarna huvudsakligen i sädesfält, därefter på stubbåkrar, i potatis- och rotfruktodlingar, på fält med grönråg och på nyplöjda fält. Den håller sig även på ängar och skogsbackar. Vintertid uppsöker de barmark, områden med tunnare snötäcke eller lös snö. 

### Föda
Efter kläckningen består ungarnas föda uteslutande av insekter och småkryp, en diet som den lever av under cirka 3–8 veckor. Därefter övergår dieten successivt till en proteinfattigare vegetabilisk kost som består av klövrar, gräs och frön av exempelvis stjärnblommor, dånsläktet och trampörter. Om vintern kan den få svårt att födosöka om snön har för hård skare då de inte kan gräva sig ned till marken. Vid sådana tillfällen kan stora mängder svälta ihjäl. Vintertid kan de dryga ut dieten med enbär.

### Häckning
Tidigt om våren upplöser flockarna sig i par. Äggen, som växlar mellan tio och 20 stycken, läggs i en liten fördjupning i marken. Hönor i norra Europa lägger fler ägg än hönor på sydligare breddgrader. Honan ruvar ensam äggen, men ungarna vårdas av båda föräldrarna. 

## Rapphöns och människan

### Status och hot

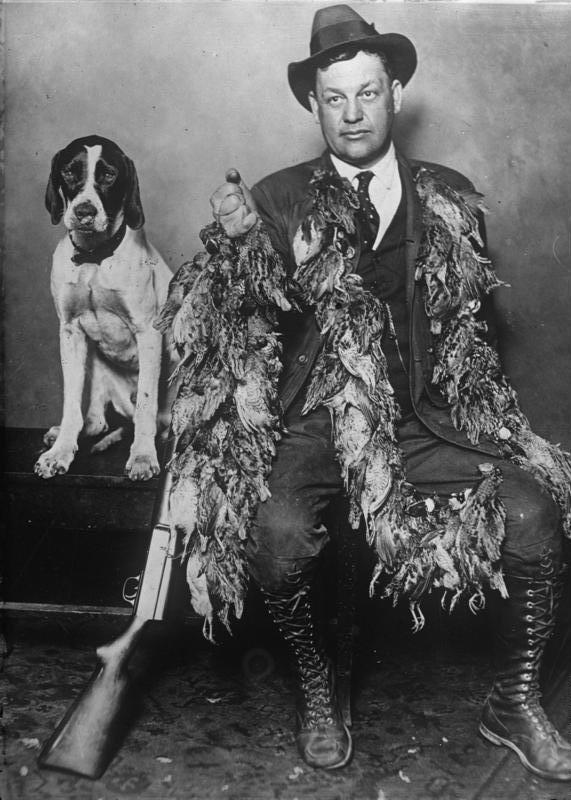
Tysk jägare med sin fångst av rapphönor, fotograferad i oktober 1929.

I Europa har den minskat i antal under 1900-talet, särskilt sedan 1950-talet. Jordbrukets förändring till intensivare bruk och ökad ogräsbekämpning har drabbat rapphönan. På samma sätt har den kunnat återhämta sig något på platser där man lagt om till ett mer extensivt jordbruk. Världspopulationen uppskattas till 3,3–5,3 miljoner vuxna individer. Trots minskande antal kategoriserar internationella naturvårdsunionen IUCN ännu arten som livskraftig.

#### Status i Sverige
Även i Sverige har rapphönan minskat i antal. Populationsstorleken är osäker men uppskattades år 2009 till cirka 14 000 par. Populationstrenden uppskattades i rödlistningen 2020 vara fortsatt minskande (enligt en uppskattning över 12 år eller tre generationer med minst tio procent). De enda landskap som fortfarande har förhållandevis starka stammar är Öland och Skåne. Den är upptagen på Artdatabankens rödlista som nära hotad.

### Namn
I Blekinge, Halland och Skåne har den dialektalt kallats agerhöna, där ager är ett dialektalt ord för åker. Malm 1877 uppger att den kallades ågerhöna på Gåsö och åkerhöna på Sydkoster. Förr kallades, ofta skämtsamt, även en enkel handdragen, tvåhjulig kärra för Rapphöna. Åkerhöna kan även avse ljungpipare.